# Condado de Treviño
Il Condado de Treviño (in basco Trebiñu) è un comune spagnolo di 1 339 abitanti appartenente alla comarca di Ebro nella Provincia di Burgos nella comunità autonoma di Castiglia e León. Assieme con la municipalità di La Puebla de Arganzón, forma l'Enclave di Treviño, che misura 11 km da nord a sud, e 29 km da est a ovest, completamente circondato dalla Provincia di Alava nei Paesi Baschi.

## Monumenti e luoghi d'interesse

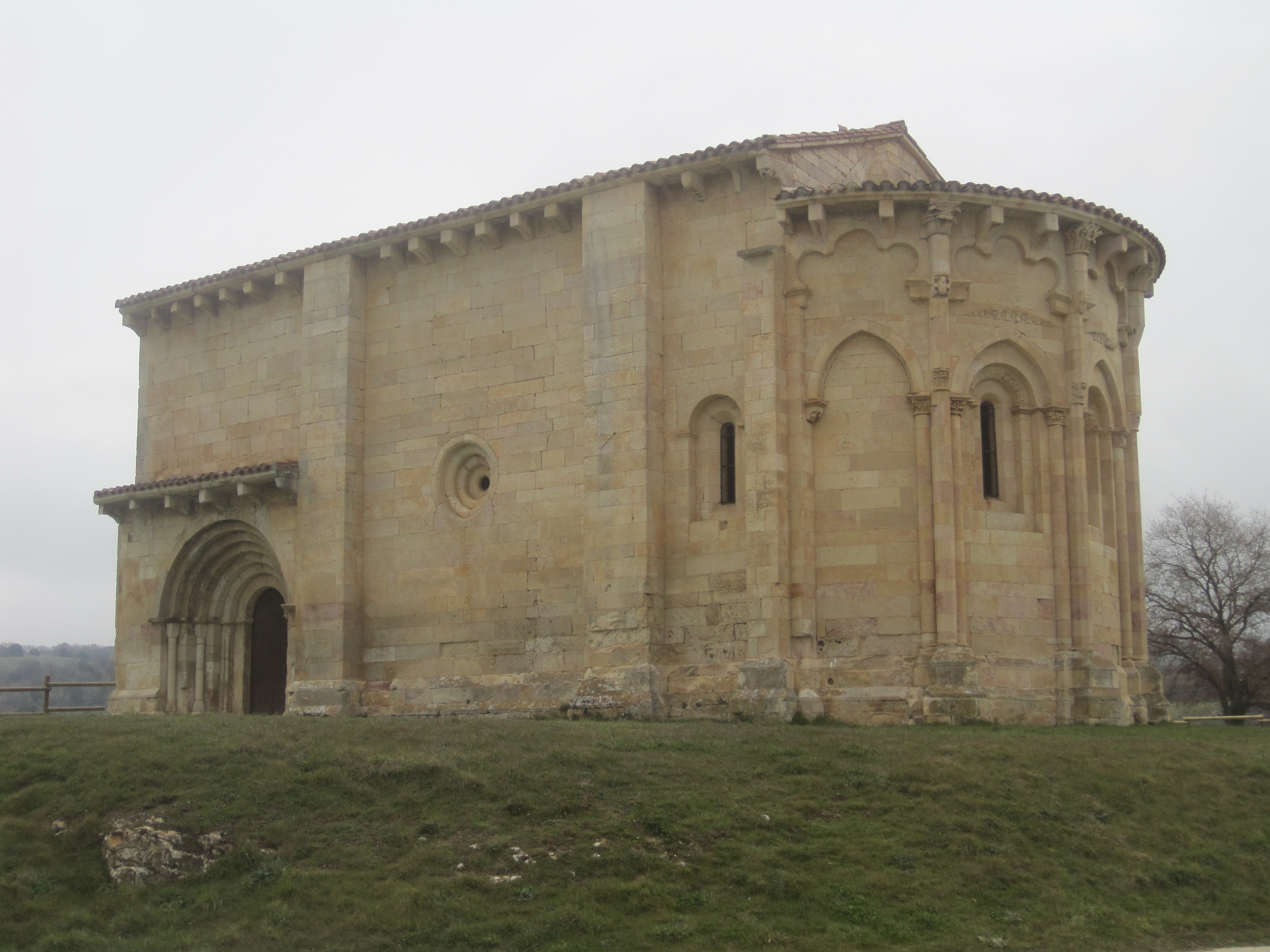
Ermita de la Concepción, San Vicentejo.

- Il Conjunto Histórico Artístico de la Villa de Treviño, un insieme di 7 monumenti a Treviño, dichiarati Bien de Interés Cultural nel 1983
- L'Ermita della Purísima Concepción, in località San Vicentejo, santuario in puro stile romanico della fine del XII secolo
- Le grotte di Laño, scavate da una comunità monastica attorno al V-VIII secolo
- Le grotte preistoriche di Montico, in località Albaina
- Ochate, paese disabitato, di cui rimangono alcune case in rovina

## Località
Il comune comprende 36 località classificate come pedanías:
- Aguillo
- Albaina
- Añastro
- Argote
- Armentia
- Arrieta
- Ascarza
- Bajauri
- Burgueta
- Busto de Treviño
- Cucho
- Dordóniz
- Doroño
- Franco
- Fuidio
- Golernio
- Grandival
- Imiruri
- Laño
- Marauri
- Muergas
- Obécuri
- Ocilla y Ladrera
- Ogueta
- Ozana
- Pangua
- Pariza
- Samiano
- San Martín Zar
- San Vicentejo
- Saraso
- Taravero
- Torre
- Treviño (capoluogo)
- Uzquiano
- Villanueva Tobera

Vi sono poi altre località non classificate come pedanías:
- Ajarte
- Araico
- Arana
- Mesanza
- Moraza
- Moscador de Treviño
- Pedruzo
- San Esteban de Treviño
- San Martín de Galvarín
- Sáseta
- Zurbitu